# 瀬戸町 (いわき市)
瀬戸町（せとまち）は、福島県いわき市にある大字である。郵便番号は979-0151。

## 地理
いわき市南部の勿来地区に属する。北で山玉町、勿来町白米、東で勿来町酒井、勿来町白米、南で茨城県北茨城市関本町とそれぞれ隣接する。概ね市町村制以前の菊多郡瀬戸村の流れを汲む地域である。二級水系蛭田川上流域を範囲とし、大部分が山林である。中央部の谷底平野、西端部の勿来市街地へ続く平野部と渓谷部に分かたれて平地があり、水田が広がり山裾に集落が位置する。植田町内に所在するいわき南警察署及び錦町に所在する勿来消防署がそれぞれ管轄にあたる。

### 河川
- 蛭田川

### 主な字
字
複数の字を持つが、地名の表記に「字」の文字は使用されない。
- 東瀬戸
- 竜ノ沢
- 山神

- 地切
- 古我湯
- 横道

- 鍛治屋
- 田多羅以
- 山下

- 小玉
- 入瀬戸

## 歴史
- 1879年1月27日 - 平藩領瀬戸村が福島県内における郡区町村制の施行により菊多郡の村となる[4]。
- 1889年4月1日 - 町村制の施行により瀬戸村が小川村、沼部村、山玉村、三沢村と合併し、菊多郡川部村が新たに発足する。り、旧瀬戸村域は川部村の大字となる[4]。
- 1896年4月1日 - 菊多郡と周辺郡との合併により石城郡が発足し、石城郡川部村となる[4]。
- 1955年4月29日 - 川部村が勿来町、山田村、植田町、錦町と合併、勿来市が新たに発足し、勿来市の大字となる[4]。
- 1966年10月1日 - 勿来市が平市・常磐市・内郷市・磐城市、石城郡小川町・遠野町・四倉町・川前村・田人村・好間村・三和村、双葉郡久之浜町・大久村と合併しいわき市となり、いわき市勿来地区の大字となる[4]。

## 世帯数と人口
2023年10月31日現在の世帯数と人口は以下の通りである。
| 大字   | 世帯数 | 人口  |
| ------ | ------ | ----- |
| 瀬戸町 | 67世帯 | 172人 |

## 小・中学校の学区
市立小・中学校に通う場合、学区は以下の通りとなる。
| 番地                                          | 小学校                   | 中学校                   |
| --------------------------------------------- | ------------------------ | ------------------------ |
| 下記を除く全域                                | いわき市立川部小学校     | いわき市立川部中学校     |
| 竜ノ沢、鍛冶屋、田多羅以、 山下、小玉、酒井下 | いわき市立勿来第三小学校 | いわき市立勿来第一中学校 |

## 交通

### 道路
- 常磐自動車道
- 一級市道勿来川部線

## 施設
- 龍春寺
- 鹿嶋神社
- 真弓神社